# Gunnar Almstedt

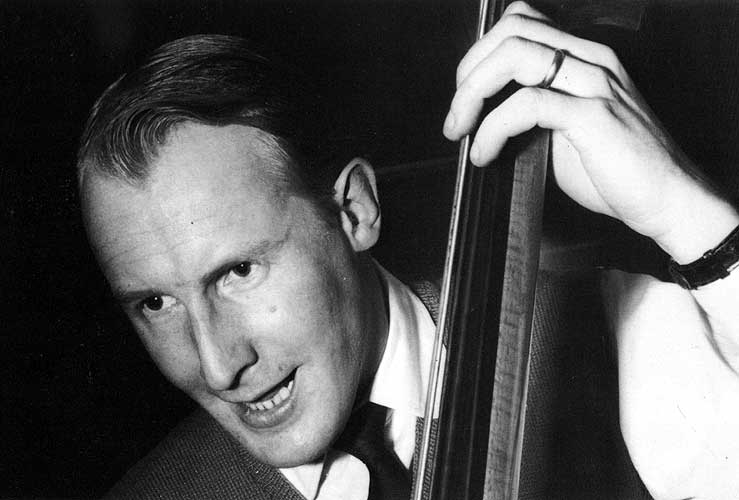
Gunnar Almstedt

Gunnar „Ankan“ Almstedt  (* 23. September 1926; † 5. November 2002)  war ein  schwedischer Jazz-Bassist.

## Leben
Gunnar Almstedt wuchs in der Swingära auf und wurde 1946 professioneller Musiker, zunächst freischaffend. 1948 spielte er Bebop mit der Band von Nisse Skoog. 1950 wurde er Mitglied der Band des Pianisten Charles Norman, in der er 1951 an Aufnahmen mit Roy Eldridge mitwirkte. Außerdem spielte er in der schwedischen Jazzszene u. a. mit Reinhold Swensson („Dinah“), Rolf Ericsson, Arne Domnérus und Lars Gullin, mit dem er den Titel  „Yellow Duck“ schrieb, sowie 1951 mit dem in Schweden arbeitenden James Moody. 1953 hatte er als Bassist einen Auftritt in dem Film Kungen av Dalarna.
1953 gehörte Almstedt einem Quintet namens Swinging Swedes an, aus dem sich schließlich ein Quartett entwickelte, das er mit dem Klarinettisten Ove Lind leitete; der Band gehörten u. a. Rune Öfwerman, Arnold Johanssson, Bjarne Nerem, Bengt Hallberg und Sture Kallin an. 1958 wurde das Quartett zum Sextett erweitert, zu dem auch der Trompeter Jan Allan gehörte. Sie spielten ausschließlich in Schweden und machten nur wenige Aufnahmen; diese erschienen unter dem Titel Swingin' the Blues auf Dragon Records. Almstedt arbeitete in dieser Zeit außerdem mit Alice Babs und Monica Zetterlund.
Anfang der 1960er Jahre spielte Almstedt mit der Band nur noch nebenbei; er arbeitete hauptberuflich als Tierhändler und schrieb später ein Buch über Tierzucht. In seinen späteren Jahren zog Gunnar Almstedt nach Spanien, wo er erneut Bass spielte und eine Jazz-Radiosendung moderierte.